# Ароматна пагода
20°37′06″ пн. ш. 105°44′51″ сх. д. / 20.618333333333° пн. ш. 105.7475° сх. д.
Арома́тна па́года (Chùa Hương, тьи-ном 񣘠香, тюа хионг) — великий комплекс буддійських храмів і святилищ, побудованих у вапнякових горах Хионгтіть у Ханої, одне з найпопулярніших місць паломництва в країні. Це місце проведення великого релігійного фестивалю Хионг (Lễ hội chùa Hương), куди з'їжджаються паломники зі всього В'єтнаму. Комплекс Ароматної пагоди розташований на березі річки Дай в комуні Хионгсон (район Мідик, колишня провінція Хатай, об'єднана з Ханоєм). Центром комплексу є пагода, називана «внутрішнім храмом» (chùa Trong, 񣘠𡧲, тюа чонг), розташована в печері Хионгтіть.

## Історія і зовнішній вигляд
Вважається, що перший невеликий храм побудовано на місці нинішнього храму Тх'єнчу (Thiên Trù), який вже існував у правління Ле Тхань Тонга в XV столітті. Легенди свідчать, що священне місце, на якому він стоїть, виявив за 2000 років до того чернць. Він назвав цю місцевість на честь тибетської гори, де Будда жив аскетом. Інша версія — назву дали місцеві жителі (маючи на увазі аромат квітучих дерев). Стела на нинішньому храмі вказує на рік побудови тераси, кам'яних сходів і святилища Кимзунг — 1686, в правління Ле Хі Тонга. Приблизно тоді ж побудовано Тюачонг. З плином часу з'являлися нові храми, а старі оновлювали. Статуї Будди й богині Ґуаньїнь відлили з бронзи в 1767 році, а в 1793 їх замінили іншими; ці статуї стоять там і досі. Під час воєн з Францією і США комплекс завдано збитків: знищено ворота і дзвіницю пагоди Тх'єнчу. Дзвіницю відбудували заново в 1986 році, а ворота — в 1994 році.
Храми, що складають комплекс Ароматної пагоди, розподілені серед пагорбів у лісі на горах Хионг.

### Денчинь
Якщо їхати до Ароматної пагоди по річці Дай, то першою з будівель комплексу зустрінеться пагода Денчинь (Đền Trình), побудована для поклоніння воєначальникам королів-Хунгів. З боків воріт Денчинь стоять два укляклих слони, а всередині розташований зал для проведення церемоній.

### Тх'єнчу
За Денчинь розташовані пагода Тх'єнчу (Thiên Trù, 天㕑, небесна кухня) і цегляна ступа В'єнконгбао, в якій поховано керівника відновлення пагоди В'єн Куанга. Неподалік розташована ступа природного походження Тх'єнтхюї (з'явилася внаслідок ерозії пагорба). У Тх'єнчу є дзвіниця і зал Триратни, побудовані в 1980-х роках. Усередині розташована велика скульптура Гуаньїнь.

### Зайоан
По дорозі з Тх'єнчу до печери Хионгтіть стоїть храм Зайоан (Giải Oan). Біля неї розташований ставок Тх'єнньєн-Тханьчі, в який впадає дев'ять струмків.

### Печера Хионгтіть
Центром комплексу є Внутрішній храм («Тюачонг»), розташований у печері Хионгтіть (Hương Tích). Вхід до печери схожий на пащу дракона, на стінах вибито китайські ієрогліфи (Nam thiên đệ nhất động, 南天第一峝, нам тх'єн де нят донг), що означає «перша печера південного світу»; напис датується 1770 роком, і, ймовірно, нанесений правителем Чинь Самом.
Всередині печери стоїть багато статуй, зокрема статуї Будди і Гуаньїнь, виконані з зеленого каменю, і статуї аргатів. Ліва нога статуї Гуаньїнь витягнута, стопа лежить на квітці лотоса, права нога зігнута, її підтримує інша квітка лотоса. В руці лежить перлина. В печері також є сталактити і сталагміти, деякі з них від постійного натирання долонями відвідувачів згладилися.
Серед інших елементів комплексу — пагода Тьєнсон (Tiên Sơn, 仙山), грот Тхюеткінь, храм Фаттіть (Phật tích, 佛跡), храм Вонг.

## Популярні способи проведення часу
В Ароматній пагоді існує багато традиційних практик, асоційованих з буддизмом, анімізмом або культом предків.

### Паломництво
Багато в'єтнамців відвідують Ароматну пагоду паломниками. Пілігрими обмінюються привітанням А-зи-да-фат (A Di Đà Phật) або «Намо будда амітабха». Є кілька шляхів для паломництва, найпопулярніший — відплисти від верфі Єн із зупинкою біля святилища Чинь, щоб офіційно розпочати паломництво і вклонитися першій святині. Потім через міст Хой паломники потрапляють до печери, де міститься Тханьсон. Далі шлях лежить до верфі Чо, звідки паломники пішки йдуть до пагоди Тх'єнчу, після якої — до храмів Тьєн і Зайоан. Вважається, що Будда тут здійснив омовіння, щоб очиститися від пилу людського роду, і паломники омивають обличчя і руки в колодязі Лонгтуен у надії змити погану карму. Тут також можна відвідати печеру Туеткінь і храм Куавонг, щоб поклонитися гірській богині, або святилище Фаттіть, де розташований камінь, на якому, за переказами, залишився слід Гуаньїнь.
Звідси прочани прямують до кінцевої мети маршруту: печері Хионгтіть. Там стоїть багато статуй, але пілігрими часто прибувають по благословення від сталактитів і сталагмітів, багато з них мають імена. Бездітні бажають отримати потомство, молячись Нуй-Ко (Núi Cô) і Нуй-Кау (Núi Cậu), їх назви означають «Гора-дівчинка» і «Гора-хлопчик»; інші моляться сталактитам і сталагмітам, які повинні дарувати процвітання. Часто відвідувачі збираються під сталактитом, що нагадує жіночі груди, і ловлять краплі води, що падають з нього, щоб отримати від нього здоров'я. Приклади назв сталактитів і сталагмітів: «Гора монет» (đụn Tiền), «Золоте дерево», «Срібне дерево», «Кошик шовковичних черв'яків», «Кокон» і "Рисова скирта.

### Фестиваль
Сезон паломництва — фестиваль пагоди Хионг, у цей час печеру Хионгтіть й інші храми відвідують сотні тисяч людей. Фестиваль Ароматної пагоди — найдовший у В'єтнамі, офіційно він починається 15 числа другого місяця за місячним календарем, але наплив відвідувачів триває від середини січня до середини березня. Фестиваль вважають хорошим місцем для романтичного знайомства молоді.
В ресторанах комплексу Ароматної пагоди подають дорогі екзотичні страви з місцевої фауни (оленів, їжатців, кабанів).

## Популярна культура

### Легенди
Про Ароматну пагоду складено безліч легенд, зокрема, кажуть, що там зупинялася Гуаньїнь для порятунку людей.